# Makoto Šinkai
Makoto Šinkai (新海 誠, Šinkai Makoto), vlastním jménem Makoto Niicu (新津 誠, Niicu Makoto, * 9. února 1973) je japonským animátorem, režisérem a předním dabérem žánru anime, se kterými se seznámil na střední škole. Mimoto také kreslí mangu a píše knihy. Narodil se v prefektuře Nagano v Japonsku, vystudoval na univerzitě japonskou literaturu. Šinkai byl v několika recenzích nazván „Novým Mijazakim“, přestože s tímto srovnáním sám nesouhlasí a cítí se přeceňován.

## Filmografie
- Jiné světy (遠い世界, Tói sekai), 1997
- Ona a její kočka (彼女と彼女の猫, Kanodžo to kanodžo no neko), 1999
- Hlasy ze vzdálené hvězdy (ほしのこえ, Hoši no koe), 2002
- Egao (みんなのうた「笑顔」, Minna no uta "Egao"), 2003
- Za mraky země zaslíbená (雲のむこう、約束の場所, Kumo no mukó, jakusoku no bašo), 2004
- 5 centimetrů za sekundu (秒速5センチメートル, Bjósoku go senčimétoru), 2007
- Kočičí shromáždění (猫の集会, Neko no šúkai), 2007
- Děti, které následují hvězdy (星を追う子ども, Hoši o ou kodomo), 2011
- Zahrada slov (言の葉の庭, Kotonoha no niwa), 2013
- Kimi no na wa. (君の名は。), 2016
- Tenki no ko (天気の子), 2019
- Suzume no todžimari (すずめの戸締まり), 2022